# 亨利克·约瑟夫斯基
亨利克·约瑟夫斯基（Henryk Jan Józewski，1892年8月6日—1981年4月23日），波兰视觉艺术家、政治家，乌克兰人民共和国政府成员，后在波兰第二共和国期间担任行政职务。约瑟夫斯基曾加入波兰独立组织，在第一次世界大战期间加入了波兰军事组织。他支持波兰-乌克兰联盟，与西蒙·彼得留拉交好，1920年在乌克兰人民共和国政府任职。约瑟夫斯基支持约瑟夫·毕苏斯基于1926年五月政变。他曾两次担任波兰内政部长，在1929-30年担任沃伦省（1928-1938年）和罗兹省（1938-1939年）省长。沃伦省有大量乌克兰少数民族，约瑟夫斯基倡导提高乌克兰自治权。第二次世界大战期间，约瑟夫斯基参与了波兰抵抗运动。后加入反共抵抗组织，并于1953年被安全局逮捕。在1956年波兰十月解冻时获释后，他重新开始绘画创作。